# Мод Філі
Мод Філі (англ. Maude Fealy, при народженні - Мод Мері Ховк) — американська акторка сцени та німого кіно, кар'єра якої прожила до ери звуку в кінематографі. 

## Раннє життя
Мод Мері Гоук народилася 4 березня 1883 року в Мемфісі, штат Теннессі, в сім'ї акторки Маргарет Філі та Джеймса Гоука.
У 1896 році вона дебютувала в театрі Elitch, граючи різні дитячі ролі. Її перша поява у кадрі відбулася 19 липня у фільмі Генрі Черчілля де Мілля «Втрачений рай» (англ. The Lost Paradise). У 1905 році син Черчілля де Мілля Сесіл Б. Де Мілль був найнятий акціонером в театрі Елітч, і Філі виступала однією з головних акторок в кількох п'єсах. Їхня дружба тривала десятиліттями, включно з тим, коли Де Міль взяв Філі на роль у своєму фільмі «Десять заповідей».
Філі дебютувала на Бродвеї в постановці «Quo Vadis» 1900 року, зі своєю матір'ю.
Філі гастролювала по Англії з Вільямом Джиллеттом у «Шерлоку Голмсі» з 1901 по 1902 рік. Між 1902 і 1905 роками вона часто гастролювала з компанією сера Генрі Ірвінґа у Сполученому Королівстві, а до 1907 року вона була зіркою гастрольних постановок у Сполучених Штатах.

## Кар'єра
Філі знялася у своєму першому німому фільмі в 1911 році для компанії Thanhouser Studios, знявшись ще в 18 з того часу до 1917 року, після чого вона не знімалася в кіно ще 14 років. Влітку 1912 та 1913 років вона організувала та знімалася з компанією «Fealy-Durkin», яка влаштовувала вистави в театрі «Казино» в парку розваг «Лейксайд» у Денвері, а наступного року розпочала гастролі по західній половині США.
Філі мала певний комерційний успіх як драматург-виконавець. Разом із Ґрантом Стюартом, відомим нью-йоркським драматургом і виконавцем, вона написала «Червону шапку», яка була показана в Національному театрі в Чикаго в серпні 1928 року. Хоча її і не було в акторському складі цієї постановки, сюжет п’єси обертається навколо винаходу велосипедного багажнику, який нібито винайшла Філі. Газетна стаття, яка розповідає про винахід, може бути справжньою, а може бути рекламним трюком, створеним для реклами п’єси. Інші п’єси, написані Філі або написані у співавторстві з нею, включають «Опівночі» (англ. At Midnight) та «Обіцянка» (англ. The Promise) з високоповажним чиказьким драматургом Алісою Ґерстенберг.
Протягом усієї своєї кар'єри Філі викладала акторську майстерність у багатьох містах, де вона жила; рано разом зі своєю матір'ю, під назвами «Студія мовлення Мод Філі», «Школа сценічної та екранної акторської майстерності Філі», «Школа драматичного вираження Філі». Вона викладала в Гранд-Рапідс (Мічиган); Бербанк (Каліфорнія); і Денвер (Колорадо). До 1930-х років вона жила в Лос-Анджелесі, де взяла участь у Федеральному театральному проєкті, а у віці 50 років повернулася до другорядних ролей у кіно, включаючи появу в «Десяти заповідях» (1956). Пізніше у своїй кар’єрі вона писала та з’являлася в конкурсах, програмах і виступала з лекціями для шкіл і громадських організацій.

## Особисте життя

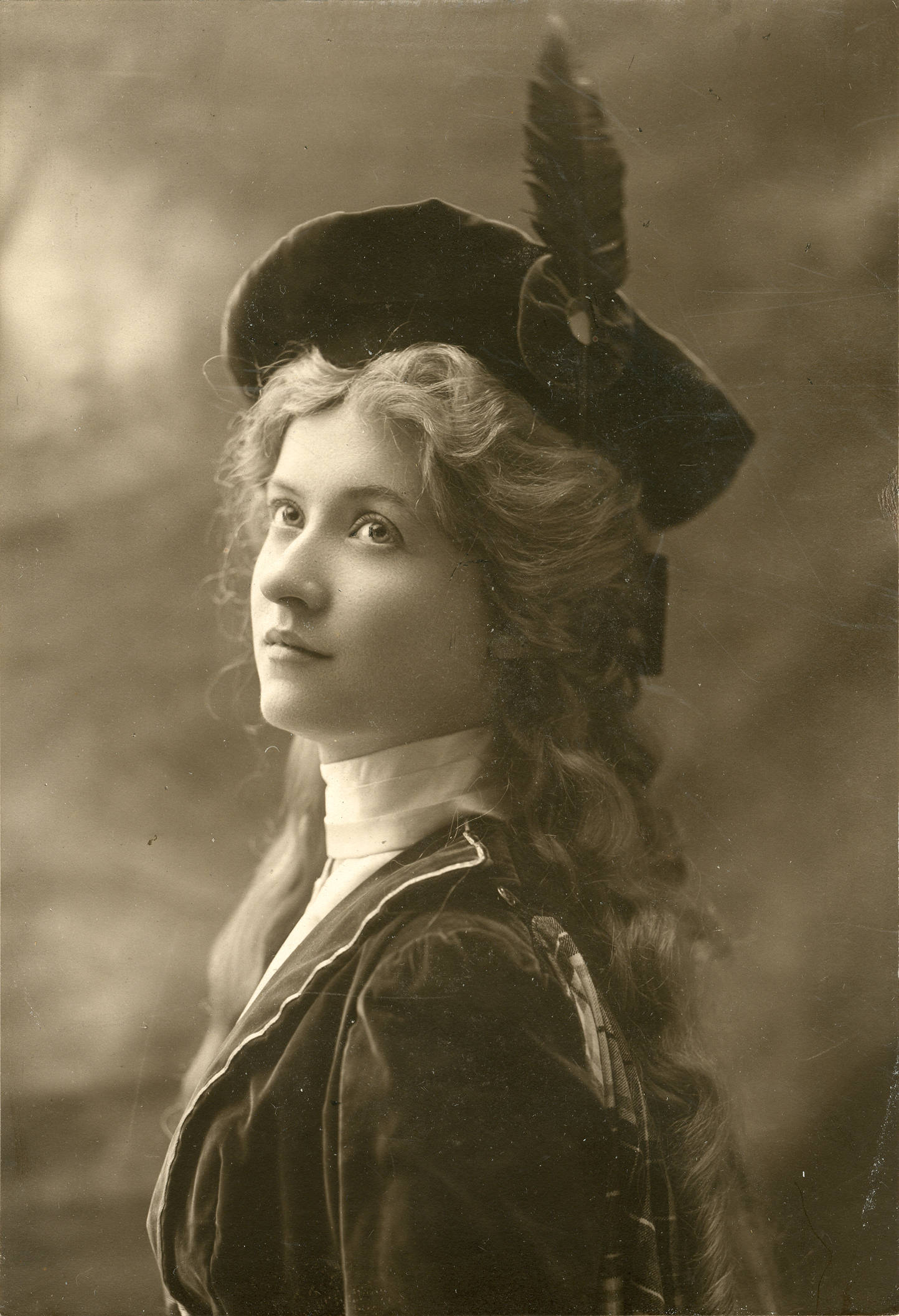
Мод Філі в 1905 році

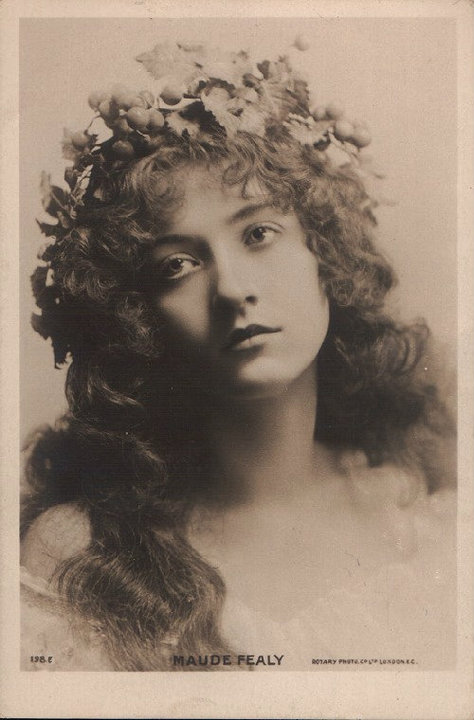
Мод Філі, Лондон, Англія, початок XX сторіччя

У Денвері Філі познайомилася з критиком з місцевої газети на ім'я Луї Гюґо Шервін (син оперної співачки Емі Шервін). Вони таємно одружилися 15 липня 1907 року, тому що, як вони і очікували, її владна мати цього не схвалила. Пара незабаром розійшлася і розлучилася в Денвері в 1909 році. Потім Філі вийшла заміж за актора Джеймса Пітера Даркіна. Він був режисером німого кіно у кінокомпанії «Famous Players» Адольфа Цукора. Цей шлюб закінчився розлученням через несплату аліментів в 1917 році. Незабаром після цього Філі вийшла заміж за Джона Едварда Корта. Цей третій шлюб закінчився в 1923 році анулюванням і був її останнім шлюбом. У жодному з шлюбів Мод не народила дітей.

## Смерть
Філі померла 10 листопада 1971 року у віці 88 років у будинку фонду кіно і телебачення у Вудленд-Гіллз, штат Каліфорнія. Її поховали в Мавзолеї Абатства Псалмів на цвинтарі Голлівуд-Форевер

## Фільмографія
(За базою даних AFI)
- Дочка короля Рене, 1913 (англ. King Rene's Daughter) як принцеса Іоланта
- Молі, 1913 (англ. Moths) як Vere
- Легенда Провансу, 1913 (англ. The Legend of Provence) як сестра Анжела
- Фру-Фру, 1914 (англ. Frou Frou) як Фру-Фру
- Памела Конгрів, 1914 (англ. Pamela Congreve) як Памела Конг
- Жінка платить, 1914 сценарій Мод Філі (англ. The Woman Pays) у ролі Маргарет Вотсон
- Підневільниці, 1915 (англ. Bondwomen) як Норма Елліс
- Безсмертне полум'я, 1916 (англ. The Immortal Flame) як Ада Форбс
- Минуле Памели, 1917 (англ. Pamela's Past) як Памела Конгрів
- Американський консул, 1917 (англ. The American Consul) як Джоан Кітвелл
- Смійся і розбагатій, 1931 (англ. Laugh and Get Rich) як міс Тісдейл
- Розгром віце-тресту, 1937 (англ. Smashing the Vice Trust)
- Гонка самогубців, 1938 (англ. Race Suicide)
- Флібустьєр, 1938 (англ. The Buccaneer) як жінка
- Небезпека бульдога Драммонда, 1938 (англ. Bulldog Drummond's Peril) як Діва
- Юніон Пасіфік, 1939 (англ. Union Pacific) як жінка
- Аварійна команда,1940 (англ. Emergency Squad) як мати
- Сімнадцять, 1940 (англ. Seventeen) як жінка-водій
- Газове світло, 1944 (англ. Gaslight) як Біт Парт
- Невірна, 1947 (англ.The Unfaithful)  as стара діва
- Подвійне життя, 1947 (англ. A Double Life) як жінка
- Десять заповідей, 1956 (англ. The Ten Commandments) як рабиня
- Флібустьєр,1958 (англ. The Buccaneer) як жителька міста

## Зовнішні посилання
- Мод Філі в базі даних Internet Broadway Database
- Мод Філі на IMDb
- Мод Філі на Find a Grave
- «Miss Fealy Has Faith», коротке інтерв’ю з Філі в New York Dramatic Mirror, 4 грудня 1915 р.
- Мод Філі, 21 рік, на обкладинці The Illustrated Sporting and Dramatic News 15 жовтня 1904 року